# Cara Dillon
Cara Dillon (* 21. Juli 1975 in Dungiven, County Derry, Nordirland) ist eine nordirische Folk-Sängerin.

## Biografie
Cara Dillon wuchs in der Stadt Dungiven im nordirischen County Derry auf und gewann bereits mit 14 Jahren die All Ireland Traditional Singing Trophy. Ein Jahr später war sie festes Mitglied der Band Oige. 1995 übernahm sie den Platz von Kate Rusby in der englischen Folk-Rock-Band Equation. Dort traf sie auf Sam Lakeman, mit dem sie seither gemeinsam traditionelle irische Folkmusik macht und den sie 2003 heiratete.
2001 wurde das erste gemeinsame Album Cara Dillon durch das Label Rough Trade Records veröffentlicht. Kurz danach, im Jahr 2002, gewann sie zwei bedeutende Musikpreise, den Horizon Award für den besten Newcomer und den Award for Best Traditional Track für das Lied Black is the Colour beim BBC Radio 2 Folk Awards. Außerdem hatte sie zahlreiche Auftritte in Europa, Australien, Neuseeland und Singapur. Sie sang auch mit anderen Bands, zum Beispiel das Lied Man in the rain auf dem Album Tubular Bells III von Mike Oldfield, und unterstützte die Band Ghostland. 2003 erschien ihr zweites Soloalbum Sweet Liberty und am 27. Februar 2006 wurde das Album After the Morning veröffentlicht. 2009 erschien The Hill of Thieves.
Cara Dillons Gesangsstil ist geprägt von ihrer klaren Stimme, mit der sie die traditionellen und oft melancholischen irischen Stücke interpretiert. Viele Texte und Melodien verfasst sie selbst. Unterstützt wird sie dabei nicht nur durch Sam Lakeman, sondern auch durch dessen Bruder Seth, ihre Schwester Mary Dillon sowie verschiedene andere Musiker.

## Diskografie

### Soloalben
- 2001: Cara Dillon
- 2003: Sweet Liberty
- 2006: After the Morning
- 2009: Hill of Thieves
- 2014: A Thousand Hearts
- 2017: Wanderer

### Alben mit Dillon als Gastmusikerin und als Bandmitglied
- 1991 (etwa): Oige – Inspiration
- 1994: Oige – Live
- 1996: Equation – Return to Me
- 1998: Mike Oldfield – Tubular Bells III (Titel: Man in the Rain)
- 2001: Ghostland – Interview with an Angel
- 2002: Billy Connolly – World Tour-DVD
- 2005: Tommy Fleming – Voice of Hope

### Singles
- 2006: Never in a Million Years (iTunes)
- 2006: This Time/I Wish you Well (iTunes)
- 2008: If I Prove False

### Videoalben
- 2008: The Red Castle Sessions
- 2010: Live at the Grand Opera House